# Odesza
Odesza ist ein US-amerikanisches Duo im Bereich der elektronischen Musik, bestehend aus Harrison Mills und Clayton Knight. Die beiden gründeten die Gruppe im Jahr 2012, kurz vor ihrem Abschluss an der Western Washington University. Ihr Debütalbum, Summer’s Gone, fand viel Beachtung in der Underground-Szene der elektronischen Musik.

## Geschichte
Harrison Mills und Clayton Knight lernten sich in ihrem ersten Jahr an der Western Washington University kennen. 2012, ihrem letzten Jahr an der Universität, beschlossen sie, gemeinsam Musik zu machen und gründeten Odesza.
Odessa war der Name eines Schiffes, auf dem der Onkel von Mills arbeitete. Nach einem Schiffsunglück, bei dem nur Mills Onkel und ein weiteres Crewmitglied überlebten, benannten die beiden ihr Projekt nach diesem. Sie tauschten nur ein „S“ gegen ein „Z“ aus, da der Name bereits von einer anderen Band benutzt wurde.
Das Duo veröffentlichte bereits am 5. September desselben Jahres ihr erstes Album, Summer’s Gone. Im darauffolgenden Jahr veröffentlichten die beiden die EP My Friends Never Die mit fünf Songs. Nach dieser Veröffentlichung wurden sie als Vorgruppe der Pretty Lights auf deren Analog Future Tour im Herbst 2013 gebucht. Im September 2014 veröffentlichten Odesza ihr zweites Studioalbum, In Return.
Besonders bekannt ist Odeszas Lied A Moment Apart als Titelsong des Rennspiels Forza Horizon 4 (das Lied kann auch innerhalb des Spiels auf dem Sender Horizon Pulse gehört werden).

## Diskografie
Alben
- 2012: Summer’s Gone
- 2014: In Return
- 2017: A Moment Apart
- 2022: The Last Goodbye

EPs
- 2013: My Friends Never Die

Singles
- 2012: How Did I Get Here[2]
- 2014: Sun Models (feat. Madelyn Grant, US: Gold)
- 2014: Say My Name (feat. Zyra, US: Gold)
- 2015: All We Need (feat. Shy Girls)
- 2015: Light (feat. Little Dragon)
- 2016: It’s Only (feat. Zyra)
- 2017: Higher Ground (feat. Naomi Wild, US: Gold)
- 2017: A Moment Apart (US: Gold)
- 2017: Across the Room (feat. Leon Bridges, US: Gold)
- 2018: Loyal[3]
- 2022: The Last Goodbye (feat. Bettye LaVette, US: Gold)

Remixes
- Beat Connection – Saola (Odesza Remix)
- Pretty Lights – One Day They’ll Know (Odesza Remix)
- Pretty Lights – Lost and Found (Odesza Remix)
- KI:Theory – Open Wound (Odesza Remix)
- Zhu – Faded (Odesza Remix)
- Sia – Big Girls Cry (Odesza Remix)
- Rac feat. Katie Herzig – We Belong (Odesza Remix)
- Slow Magic – Waited 4 U (Odesza Remix)
- Emancipator – Eve II (Odesza Remix)
- Hayden James – Something About You (Odesza Remix)
- Porter Robinson feat. Amy Millan – Divinity (Odesza Remix)
- Sudan Archives – Selfish Soul (Odesza Remix)

## Auszeichnungen für Musikverkäufe
| Goldene Schallplatte - Neuseeland - 2020: für das Album In Return | Platin-Schallplatte - Neuseeland - 2022: für die Single Say My Name - 2024: für die Single Sun Models |

Anmerkung: Auszeichnungen in Ländern aus den Charttabellen bzw. Chartboxen sind in ebendiesen zu finden.
| Land/RegionAuszeichnungen für Musikverkäufe (Land/Region, Auszeichnungen, Verkäufe, Quellen) | Gold     | Platin     | Verkäufe  | Quellen              |
| -------------------------------------------------------------------------------------------- | -------- | ---------- | --------- | -------------------- |
| Neuseeland (RMNZ)                                                                            | Gold1    | 2× Platin2 | 67.500    | radioscope.co.nz NZ2 |
| Vereinigte Staaten (RIAA)                                                                    | 6× Gold6 | —          | 3.000.000 | riaa.com             |
| Insgesamt                                                                                    | 7× Gold7 | 2× Platin2 |           |                      |